# Johnson Toribiong
Johnson Toribiong (Airai, 22 luglio 1946) è un politico palauano, presidente di Palau dal 15 gennaio 2009 al 15 gennaio 2013.

## Biografia
Dopo essersi laureato nel 1973 in giurisprudenza alla Washington School of Law è stato ambasciatore di Palau presso la Repubblica di Cina (Taiwan). Alle elezioni presidenziali del 2008 ha vinto contro Elias Camsek Chin, vicepresidente uscente, e ha giurato il 15 gennaio 2009.